# Eduardo Santamarina
Eduardo Santamarina (ur. 9 lipca 1969 w Veracruz w Meksyku) – meksykański aktor telewizyjny.

## Życiorys

### Wczesne lata
W latach 1989–91 studiował aktorstwo w Centro de Educación Artística de Televisa (CEA).

### Kariera
Swoją karierę na srebrnym ekranie rozpoczął od udziału w melodramacie stacji Televisa De Frente al Sol (1992). Stał się popularnym aktorem telewizyjnym za sprawą telenowel meksykańskich: Dziedziczka (La Dueña, 1995), Cena miłości (El Precio de tu amor, 2000), Przyjaciółki i rywalki (Amigas y Rivales, 2001) i Biały welon (Velo de novia, 2003). Serca telewidzów podbił rolą Alejandro Cardenasa w telenoweli Televisa Cena marzeń (Rubí, 2004).
Występował także na scenie w przedstawieniach: Pinokio, La Isla de los Nińos, Dos Curas de Locura, Embarazo a Domicilio, El Amor no Tiene Edad y Aventurera.

### Życie prywatne
19 września 1999 ożenił się z Itatí Cantoral, z którą ma dwóch synów - bliźniaków: Roberto Miguela i Jose Eduardo (ur. 2000). Jednak 10 czerwca 2004 doszło do rozwodu. W latach 2003–2007 spotykał się z Susaną González. W 2009 roku poślubił Mayrín Villanuevę. Para ma córkę Julię.

## Wybrana filmografia
- 1991: La pícara soñadora
- 1992: El abuelo y yo jako Ulises
- 1992: De frente al sol  jako Luis Enrique
- 1994: Prisionera de amor
- 1993-94: Más allá del puente jako Luis Enrique
- 1995: Dziedziczka (La Dueña) jako Mauricio
- 1996: Marisol jako Jose Andres Garces del Valle
- 1996: El Vuelo del águila jako Dr Ortega
- 1997: Płonąca pochodnia (La Antorcha encendida) jako Héctor
- 1997-98: Salud, dinero y amor jako Jorge Miguel
- 1998: Rencor apasionado jako Mauricio
- 1999: Cuento de Navidad jako Angel
- 1999: Serafín jako Miguel
- 2000: Cena miłości (El Precio de tu amor) jako Antonio Ríos 'Toño'
- 2001: Przyjaciółki i rywalki (Amigas y Rivales) jako Jose Alcantara
- 2003: Ya no los hacen como antes jako Bruno
- 2003: Biały welon (Velo de novia) jako José Manuel del Alamo/Jorge Robleto
- 2004: Cień przechodnia (La Sombra del sahuaro) jako Sahuaro
- 2004-2004: Cena marzeń (Rubí) jako lekarz Alejandro Cárdenas Ruiz
- 2006: Amor mío
- 2007: Amor sin maquillaje
- 2007-2008: Yo amo a Juan Querendón jako Juan Domínguez
- 2010: Triumf miłości (Triunfo del Amor) jako Octavio Iturbide
- 2011: Ni contigo ni sin ti jako Leonardo Cornejo
- 2012: Ja, ona i Eva (Por ella soy Eva)
- 2013: Libre para Amarte jako Ramón Sotomayor
- 2015-2016: Antes muerta que Lichita jako Augusto De Toledo y Mondragó
- 2017-2018: Światło twoich oczu jako Luis Alberto Ocaranza